# Barkudia insularis
Barkudia insularis là một loài thằn lằn trong họ Scincidae. Loài này được Annandale mô tả khoa học đầu tiên năm 1917.

## Hình ảnh

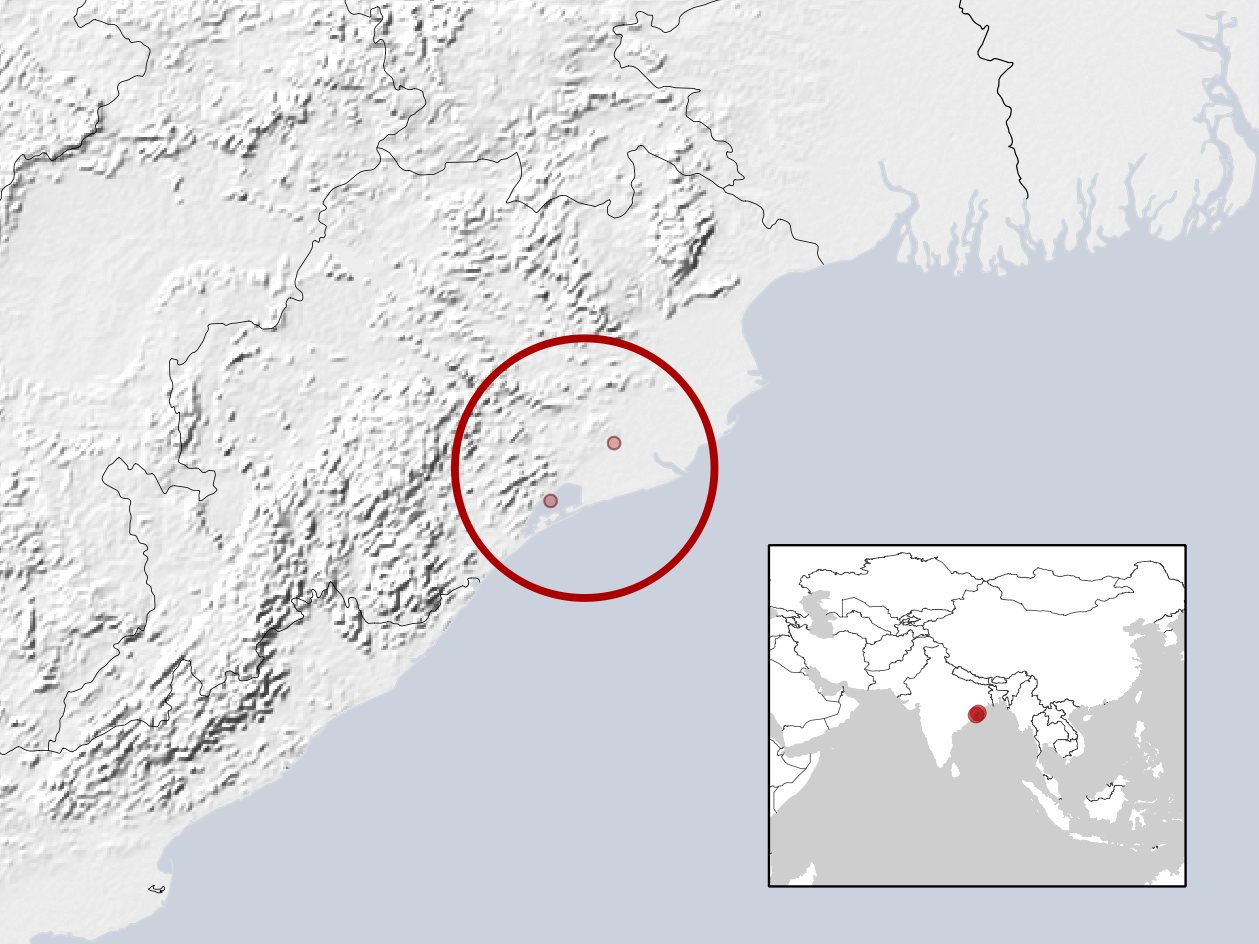